# Moča (Rusko)
Moča, také známá pod jménem Čapajevka (rusky Моча nebo Чапаевка), je řeka v Samarské oblasti v Rusku. Je 298 km dlouhá. Povodí má rozlohu 4310 km².

## Průběh toku
Pramení na vysočině Sinij Syrt. Teče v široké dolině. Je to levý přítok Volhy. Ústí do Saratovské přehrady.

## Vodní stav
Zdroj vody je převážně sněhový. Průměrný roční průtok vody ve vzdálenosti 179 km od ústí činí 2,53 m³/s. Na horním toku vysychá. Zamrzá v listopadu a rozmrzá v dubnu.

## Využití
Je splavná od města Čapajevsk (34 km).